# دارکو کوواتسویچ
دارکو کوواتسویچ (سیریلیک صربی: Дарко Ковачевић؛ زادهٔ ۱۸ نوامبر ۱۹۷۳) یک بازیکن فوتبال اهل صربستان است.
از باشگاه‌هایی که در آن بازی کرده‌است می‌توان به یوونتوس، المپیاکوس، لاتزیو، شفیلد ونزدی، ستاره سرخ بلگراد و رئال سوسیداد اشاره کرد.